# Улица Аннас Саксес (Рига)
Улица А́ннас Са́ксес (латыш. Annas Sakses iela) — улица в Северном районе Риги, в Межапарксе. Пролегает в восточном направлении, от проспекта Кокнесес до улицы Эзермалас. Общая длина улицы — 749 метров.
На всём протяжении покрыта асфальтом. Движение по улице двустороннее. Общественный транспорт по улице не курсирует.

## История
Улица проложена в 1902 году под названием Самсоновская улица (латыш. Samsona iela, нем. Samsonstraße) — в честь Германа Самсона фон Гиммельшерна (1579—1643), шведского суперинтенданта Лифляндии.
22 мая 1923 года получила название улица Яхтклуба (латыш. Jahtkluba iela), поскольку она доходила до берега Кишэзерса, где в 1913 году был устроен яхтклуб, а 19 июля 1938 года стала называться улица Мазпулку (латыш. Mazpulku iela), в честь скаутской организации «Latvijas Mazpulki», база которой находилась в саду Саулесдарзс, мимо которого проходила улица.
После образования Латвийской ССР, 27 сентября 1940 года, название улицы сменилось на Бернударза (латыш. Bērnudārza iela — «Детсадовская», поскольку в доме № 4 находился детский сад). В августе 1941 года, с началом немецкой оккупации, началу улицы (до перекрёстка с ул. Хамбургас) было возвращено название Samsonstraße, а остальной части улицы — Jachtklubstraße. С 11 октября 1943 года вся улица именовалась Jachtklubstraße. После восстановления советской власти улица вновь называлась Бернударза (Детсадовская), а с 23 февраля 1983 года носит имя латышской писательницы Анны Саксе (1905—1981).
Первоначально улица была более протяжённой, её длина составляла 1055 метров. 26 апреля 2011 года восточная часть улицы (от пересечения с ул. Эзермалас до берега Кишэзерса) была выделена в новую улицу Роберта Фелдманя, названную в честь профессора теологии, историка церкви Роберта Фелдманиса.

## Застройка и достопримечательности

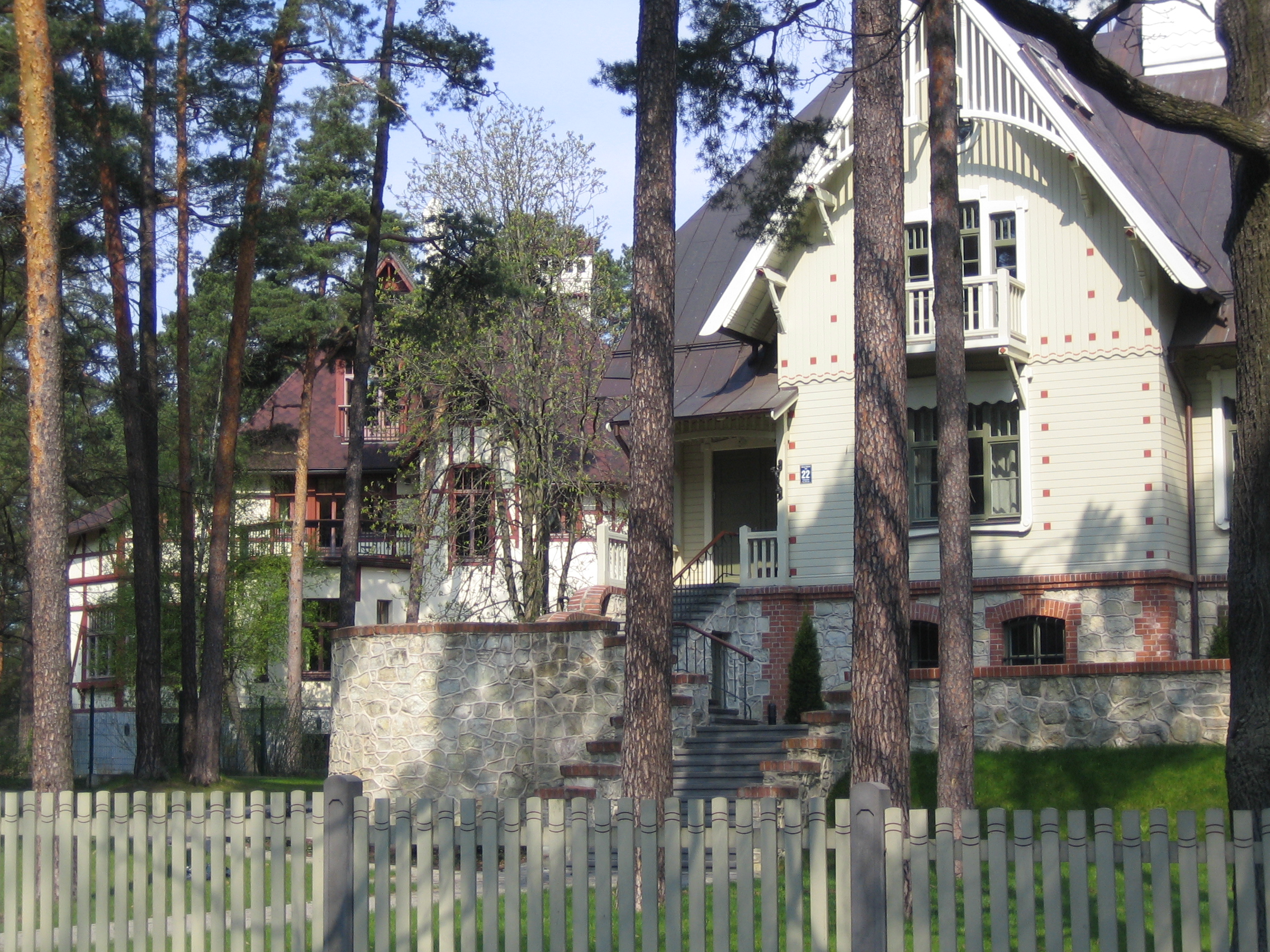
Улица Аннас Саксес, дом 22.

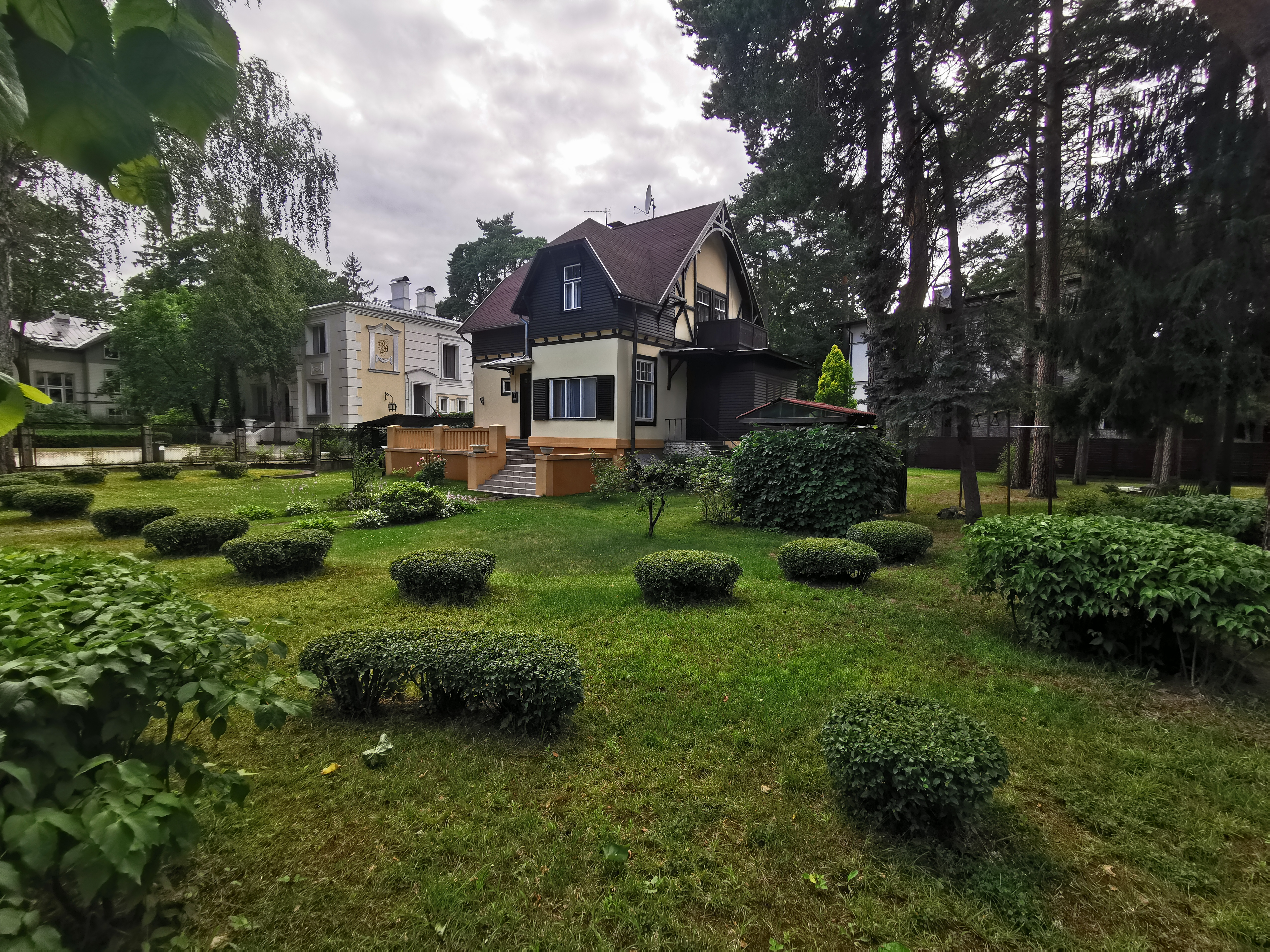
Улица Аннас Саксес, дом 6. Вилла Мейерс, архитектор П. Г. Мандельштам.

Улица Аннас Саксес застроена частными особняками, преимущественно начала XX века. 10 зданий на улице признаны памятниками архитектуры, в том числе 6 — памятниками государственного значения.
- Дом 2 — частный жилой дом (архитекторы С. Нуделманис и А. Берчи, 1909, 1924) — памятник архитектуры государственного значения.
- Дом 5 — частный жилой дом (архитекторы Х. Зейберлих и А. Эйсте, 1905) — памятник архитектуры государственного значения. В 1927—1940 годах здесь проживали латвийский политик, врач Паулс Калныньш и его сын, политик Бруно Калныньш[5].
- Дом 6 — Вилла Мейерс — частная собственность (архитектор П. Г. Мандельштам, 1903) — памятник архитектуры государственного значения
- Дом 7 — частный жилой дом (архитектор П. Линденберг, 1913) — памятник архитектуры государственного значения.
- Дом 14 — частный жилой дом (архитектор В. Нейман, 1904) — памятник архитектуры государственного значения.
- Дом 22 — частный жилой дом (архитектор Э. Купфер, 1904) — памятник архитектуры государственного значения.
- Дом 24 — частный жилой дом (архитектор Ф. Зейберлих, 1903) — памятник архитектуры государственного значения.

## Прилегающие улицы
Улица Аннас Саксес пересекается со следующими улицами:
- проспект Кокнесес
- улица Либекас
- улица Петерупес
- улица Хамбургас
- улица Бернату
- улица Эзермалас